# Ministério dos Transportes (Angola)
| Ministério dos Transportes (Angola)                           |                                               |
| Avenida 4 de Fevereiro n.º 42, Luanda, LU mintrans.gov.ao/ao/ |                                               |
| Criação                                                       | 23 de novembro de 1976 (48 anos)              |
| Atual ministro                                                | Ricardo Daniel Sandão Queirós Veigas de Abreu |

O Ministério dos Transportes (MINTRANS) é um órgão do Governo da República de Angola que tem por missão propor a formulação, condução, execução, avaliação e controlo da Politica do Executivo no domínio dos transportes e logística. 

## Histórico
As raízes do ministério estão no Acordo do Alvor, que estabeleceu o Conselho Presidencial do Governo de Transição. Foi criada a pasta do Ministério dos Transportes e Comunicação em 15 de janeiro de 1975, liderada pelo ministro Joaquim Albino Antunes da Cunha, da Junta de Salvação Nacional portuguesa. Antunes da Cunha era técnico em transportes e comunicações e possuía nacionalidade portuguesa. Em agosto do ano de 1975 as funções foram suspensas.

### Lista de ministros
- (1976-1978) Manuel Pedro Pacavira[4]
- (1978-1984) Fernando Faustino Muteka
- (1984-1987) Manuel Bernardo de Sousa
- (1987-1990) Carlos António Fernandes
- (1990-1992) Paulo Kassoma
- (1992-2008) André Luís Brandão
- (2008-2018) Augusto da Silva Tomás
- (2018-presente) Ricardo Viegas de Abreu

## Órgãos tutelados
- Agência Reguladora de Certificação de Carga e Logística de Angola
- Agência Nacional dos Transportes Terrestres